# Denis Anatoljewitsch Inkin
Denis Anatoljewitsch Inkin (russisch Денис Анатольевич Инкин; * 7. Januar 1978 in Nowosibirsk, Sowjetunion) ist ein russischer Boxer.

## Amateurkarriere
Seine Amateurzeit verbrachte Denis Inkin vorwiegend beim russischen Militär. Dort erkämpfte er 1994 die Titel des Russischen Meisters in der Altersklasse der Kadetten (U-17) und des Europameisters der Kadetten im Halbmittelgewicht. 1996 wurde Inkin Russischer Meisters der Junioren. Im Jahr 1997 siegte er im Mittelgewicht bei der Militärweltmeisterschaft in San Antonio. 1998 nahm er an den Goodwill Games in New York teil und verlor dort gegen den Kubaner Ariel Hernández durch verletzungsbedingten Abbruch in der dritten Runde. 1999 gewann er zudem den Mittelgewichtstitel bei den Militärweltmeisterschaften in Zagreb.

## Profikarriere
Denis Inkin begann seine Profikarriere im Juni 2001. In seinem zweiten Profikampf besiegte er den Armenier Mger Mkrtchian, einen späteren Europameister und Herausforderer des WBO-Weltmeisters Joe Calzaghe. Im September 2004 konnte er den früheren Weltmeister Julio César Vásquez vorzeitig schlagen. Es folgten weitere Aufbaukämpfe mit dem Ziel, einen anerkannten Weltmeistertitel zu gewinnen. Seit 2005 steht Inkin bei der deutschen Universum Box-Promotion unter Vertrag und trainiert in Hamburg unter Magomed Schaburow. Am 21. Oktober 2006 besiegte er seinen Stallgefährten Mario Veit durch K. o. in Runde sieben.
Durch vier weitere Siege, unter anderem gegen den bis dato ungeschlagenen Ungarn József Nagy gelangte Inkin auf Platz eins der WBO-Weltrangliste, sowie unter die Top vier bei den anderen drei bedeutenden Verbänden WBA, WBC und IBF. Nachdem er zweimal geplante Kämpfe gegen den Briten Carl Froch um die vakanten WBC-Weltmeisterschaft absagte, sollte er zunächst gegen seinen ungarischen Stallgefährten Károly Balzsay um den Interimstitel der WBO boxen. Da sich Balzsay jedoch in der Vorbereitung verletzte, wurde kurzfristig der Kolumbianer Fulgencio Zuniga als Ersatzgegner verpflichtet. Zudem wurde der Kampf zur vollen WBO-Weltmeisterschaft aufgewertet, da Joe Calzaghe den Titel nach elf Jahren niederlegte. Inkin besiegte am 27. September 2008 in der Hamburger Color Line Arena den schlagstarken Zuniga über zwölf Runden nach Punkten.
In seiner ersten Titelverteidigung am 10. Januar 2009 in Magdeburg musste er dann gegen Károly Balzsay antreten. In einem weitestgehend ausgeglichenen Kampf konnte sich Balzsay durch einen knappen Punktsieg durchsetzen. Inkin musste die ersten Niederlage seiner Profikarriere hinnehmen und den WBO-Titel nach nur 3,5 Monaten wieder abgeben.